# 約翰·馬歇爾·哈倫二世
約翰·馬歇爾·哈倫二世（英語：John Marshall Harlan II，1899年5月20日—1971年12月29日），美國法學家。1955年至1971年出任美國最高法院大法官。
哈倫的祖父約翰·馬歇爾·哈倫亦曾於1877年至1911年出任大法官，兩人是最高法院唯一的祖孫法官。
哈倫於沃倫法院時期，因多次意見書與法院內主流意見不符被稱為偉大的異議者（Great dissenter）。